# 脳内メーカー
脳内メーカーとは、名前を入力するだけで、脳内を表現したとする図を表示するウェブ上のサービスのことである。2007年6月16日にうそこメーカーによって公開され、2007年9月下旬までに4億5000万アクセス、10月11日までには5億アクセスを突破している。うそこメーカー版の脳内メーカー以外にも多数存在している。
2007年11月、第12回目となる「Web of the Year」の話題賞とエンターテイメント部門にて1位にノミネートされた。

## 概要
脳内メーカーには、数種類ある。
- 脳内メーカー - 脳内メーカーの初版。脳内の様子を表示
- 脳内フェチメーカー - 脳内のフェチを表示
- 脳内相性メーカー - 2つの名前から2人の相性イメージを表示
- 前世の脳内メーカー - 前世の脳内イメージを表示
- カレンダーメーカー - 1か月の予定を表示
- 高校メーカー - 高校の教訓・校歌などを表示

など。

## 書籍
- JKチョリソー『脳内メーカー オフィシャル・ハンドブック』（ワニブックス、2007年11月10日）ISBN 978-4-84-701749-0